# 圣约
圣约（英語：Covenant），亚伯拉罕诸教的术语，指的是上帝与人类建立的约定，包括旧约、新约和古兰。

## 巴哈伊信仰
巴哈伊信仰中的圣约亦指人与神之间的约定，即上帝给人类以福佑，而人类在行为、道德及宗教上负有一定的义务。由于巴哈伊认为各种宗教是唯一的神向人类逐渐揭示自身，并派上帝的显圣者教导人类的过程，故有“至大圣约（Greater Covenant）”和“次约（Lesser Covenant）”之分，前者是指每一位显圣者和其信徒间关于下一个天启周期的约定，而后者则有关每个宗教继承体系